# 真壁広幹
真壁 広幹（まかべ ひろもと、正慶元年/元弘2年9月6日（1332年9月26日）―永和3年/天授3年6月7日（1377年7月12日））は、南北朝時代の武将。真壁氏の系図では真壁政幹の子とされているが、古文書によって政幹の息子某（実名不明）の子（すなわち政幹の孫）であったことが明らかにされている。

## 経歴
観応3年/正平7年（1352年）12月13日付で真壁小太郎政幹が孫太郎広幹に対して常陸国真壁郡山田郷の譲状が出された旨とその事情が記された文和5年/正平11年（1356年）作成の書状が残されている。
この書状の中で、
1. 広幹は「父子各別」の状態で常陸国にあり、祖父の政幹から直接真壁郡山田郷を譲られたこと（これは、後述の経緯から政幹と広幹は北朝方として足利尊氏に従い、政幹の息子で広幹の父である某は敵の南朝方にいたことを示していると考えられている）。
2. 広幹は観応3年9月に「家督」の大掾高幹（浄永）及び「惣領」の真壁高幹に従って南朝方の下野国西明寺城を攻めて戦功を挙げたこと（真壁高幹を「惣領」と呼んでいることは、裏を返せば広幹は庶流の人物であることを意味する。なお、この文書自体は元々は広幹と大掾高幹の配下との山田郷を巡る所領争いについての広幹側の主張を記したものである）。
3. 文和3年/正平9年（1354年）および文和5年/正平11年（1356年）の足利尊氏の上洛に従って活躍、後者の戦いでは尊氏から感状を受けた。

ことが判明する。また、この文書とは別に広幹が政幹から譲状を受けたとされる日から10日後の観応3年/正平7年12月23日付で真壁氏の一族である真壁光幹という人物が土地の相博（交換）を行い、光幹が山田郷の土地を美濃国小木曾荘の土地と交換したことを示す文書が伝えられている。小木曾荘は真壁政幹が所領としていたことで知られており、政幹の後継者と見られる孫の広幹が光幹との交換相手と推測され、同時に先述の文書に記載された譲状には政幹が広幹に対して山田郷とともに小木曾荘も譲ることが記載されていたと推測されている。
真壁氏の系図では、真壁氏の家督は高幹ー政幹ー広幹と継承されたと伝えられているが、政幹と広幹を父子関係としている時点で現存の文書と異なっている。更に真壁高幹は実在が確認できる惣領家の当主であるが北条高時の偏諱を受けたと推測され、西明寺城攻めにおいて広幹とともに戦っている点からも広幹の祖父もしくは曾祖父に比定するのは不可能である。現在の研究では政幹の出自は常陸真壁氏2代目真壁友幹と後室である加藤景廉の娘の間の子で実母から小木曾荘を継承した薬王丸（成人後の諱は不詳）を祖とする「美濃真壁氏」もしくは「小木曾真壁氏」と呼ぶべき一族の末裔が政幹および広幹であったが、何らかの事情で常陸国の真壁郡に復帰して後に嫡流に代わって宗家を継承したと考えられている。また、この経緯について海津一朗は足利尊氏に従って美濃から東国に下って祖先の地である常陸国真壁郡に帰還した広幹は次第に真壁に勢力を築き、観応の擾乱での尊氏の勝利の後に、土地の相博と称して元の惣領家の人間である光幹を美濃の旧領に事実上の放逐・幽閉して宗家の地位を奪った証ではないか？と推定している。
事情はどうあれ、文和3年/正平9年（1354年）とされる真壁高幹の死去の前後に鎌倉時代以来の真壁氏嫡流が断絶して、美濃出身の庶流・真壁広幹が新たな真壁氏宗家を起こしてその子孫が近世まで続いたと考えられ、広幹は言わば真壁氏の「中興の祖」になったとみられている。